# 대니 슈바르츠
대니 슈바르츠(독일어: Danny Schwarz, 1975년 5월 11일 ~ )는 독일의 전 축구 선수로 현역시절 포지션은 수비형 미드필더이다.